# 537

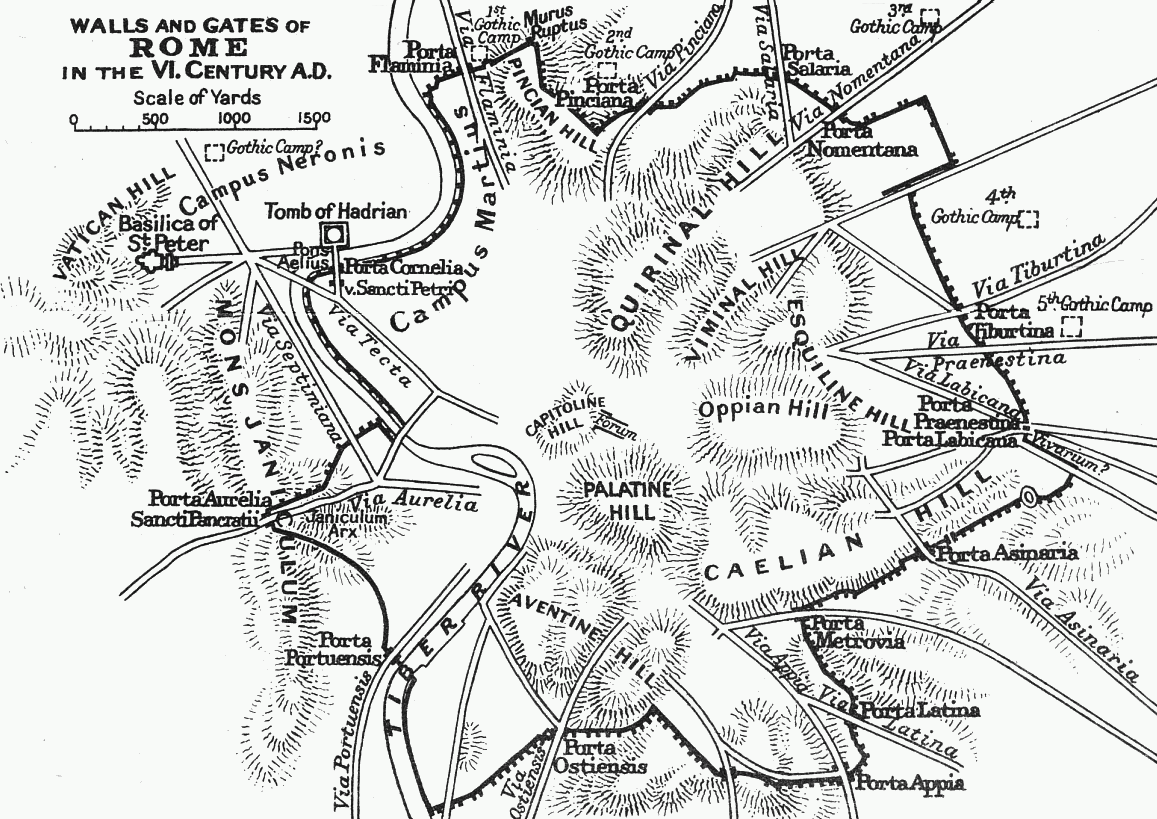
Aureliaanse Muur tijdens het Beleg van Rome

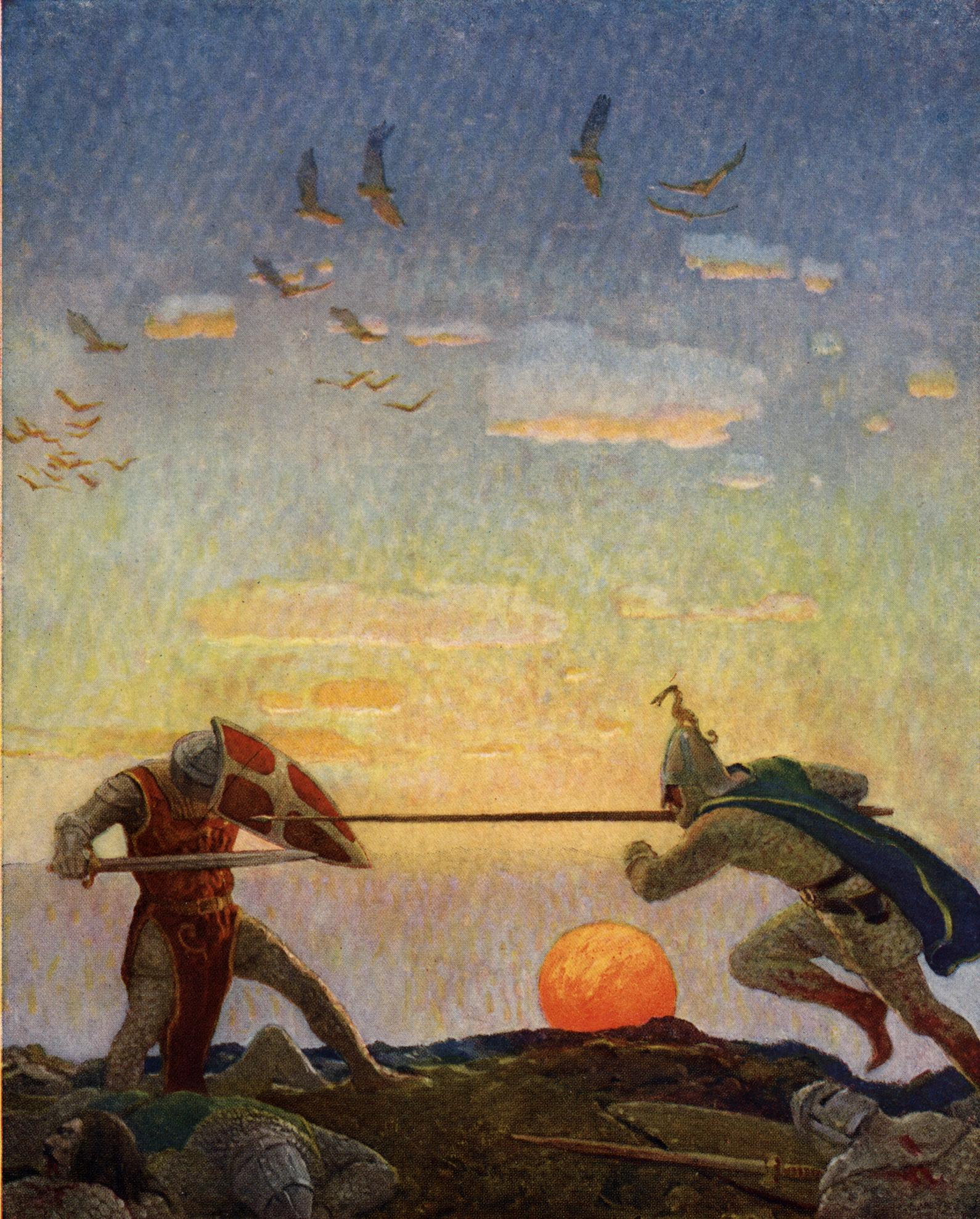
Gevecht tussen koning Arthur en Mordred

Het jaar 537 is het 37e jaar in de 6e eeuw volgens de christelijke jaartelling.

## Gebeurtenissen

### Byzantijnse Rijk
- Maart - Beleg van Rome: Het Ostrogotische leger (45.000 man) onder leiding van koning Witiges begint met de belegering van de stad. Belisarius voert een vertragingsactie uit bij de Porta Flaminia, maar wordt bij de brug door de Goten bijna afgesneden. Witiges laat de aquaducten afbreken, waardoor de bewoners zonder drinkwater komen te zitten.
- 21 maart - Witiges valt de noordelijke en oostelijke stadsmuren aan en probeert Rome met belegeringstorens in te nemen. De Goten worden overal teruggedreven en bij de Porta Praenestina is de strijd het hevigst. Vanwege het falen van de aanval, laat Witiges uit wraak senatoren executeren die hij als gijzelaars mee heeft genomen naar Ravenna.
- 29 maart - Paus Vigilius (537 - 555) volgt Silverius op als de 59e paus van Rome, nadat hij wegens verraad door Belisarius is afgezet.
- Juni - In Rome dreigt een hongersnood en Belisarius stuurt zijn secretaris Procopius naar Napels om voorraden te regelen voor het voedseltekort. Witiges sluit een wapenstilstand voor drie maanden en wisselt krijgsgevangenen uit. Hierdoor kan de stad zich weer herstellen. De Byzantijnse vloot blokkeert de aanvoerroutes van de Goten naar Italië.
- November - Belisarius ontvangt in Ostia zijn langverwachte versterkingen, een troepenmacht van 3.000 Isauriërs en 1.800 ruiters, vertrekt met voorraden naar Rome. Witiges wordt door voedselgebrek gedwongen zijn Gotische garnizoenen aan de kust terug te trekken. Het Byzantijnse leger herovert de steden Albano, Civitavecchia en Rimini.
- 27 december - De Byzantijnse kathedraal Hagia Sophia in Constantinopel wordt ingewijd.
- Theodosius I wordt afgezet als patriarch van Alexandrië vanwege zijn monofysitische ideeën, en vervangen door Paulus.

### Brittannië
- Slag bij Camlann: Koning Arthur verslaat zijn rebellerende zoon (of neef) Mordred tijdens een dodelijk tweegevecht. (waarschijnlijke datum)

## Religie
- Het Egyptische tempelcomplex Philae wordt wegens de 'heidense cultus' door Justinianus I gesloten.
- De Zes Bodhibomentempel in Kanton (China) wordt gebouwd.

## Geboren
- Agilulf, bisschop van Metz (waarschijnlijke datum)

## Overleden
- Arthur, koning van Brittannië (waarschijnlijke datum)
- Isidorus van Milete, Byzantijns architect en wetenschapper
- Mordred, zoon (of neef) van Arthur (waarschijnlijke datum)
- 20 juni - Silverius, paus van de Rooms-Katholieke Kerk
- Vigor, bisschop van Bayeux (waarschijnlijke datum)